# گنزو واکایاما
گنزو واکایاما (انگلیسی: Genzō Wakayama; ۲۷ سپتامبر ۱۹۳۲ – ۱۸ مهٔ ۲۰۲۱) دی‌جی، بازیگر، صداپیشه، مجری رادیو، صدا پیشه، و دانشیار اهل ژاپن بود.